# 双(三苯基膦)硼氢化亚铜
双(三苯基膦)硼氢化亚铜是硼氢化亚铜的一个配合物。

## 晶体结构
双(三苯基膦)硼氢化亚铜是无色针状的晶体，为单斜晶体，空间群C2/c，晶胞参数为a=24.64Å，b=9.058Å，c=15.43Å，β=116.2°，Z=4。

## 制备
A. David等人在氯仿中加入氯化亚铜和三苯基膦，当氯化亚铜溶解后，加入硼氢化钠的乙醇悬浮液，反应15分钟后，用水洗，再用无水硫酸镁干燥，最后加入乙醚使反应物沉淀，得到白色细针状晶体的产物，其产率有90%。

## 用途
双(三苯基膦)硼氢化亚铜常作为还原剂用于有机反应，如将酰氯还原为醛，其反应温和，选择性强。

## 拓展阅读
- Golub, Igor E.; Filippov, Oleg A.; Gutsul, Evgenii I., et al. Dimerization Mechanism of Bis(triphenylphosphine)copper(I) Tetrahydroborate: Proton Transfer via a Dihydrogen Bond. Inorganic Chemistry, 2012. 51（12）:6486-6497. DOI:10.1021/ic202598c